# Uwe Mengel
Uwe Mengel (* 1949 in Bergen auf Rügen) ist ein  deutscher Dramatiker, Performancekünstler, Dokumentarfilmer und Hörspielautor.

## Leben
Mengel studierte Theologie an der Friedrich-Schiller-Universität in Jena. Schon in der DDR begann er interaktive Crossmedia-Projekte zu kreieren. Die parodistische Performance Verein zur Verbreitung des Erdflachheitsgedankens und zur Bekämpfung des absurden Erdrundheitsgedankens wurde nach der ersten Aufführung verboten. 1974 flüchtete er im Kofferraum eines PKW in die Bundesrepublik Deutschland. Er studierte dann an der Freien Universität Berlin und am Max Reinhardt Seminar in Wien Theaterwissenschaft, Theologie und Philosophie. 1980 ging er nach New York; seit 1998 lebt er in Berlin und New York.
Er schuf Performances in ganz New York – u. a. vor Läden in der South Bronx, am Whitney Museum of American Art, auf einer Sanddeponie am Hudson River, im Battery Park in Lower Manhattan und in jüngerer Zeit (2019) Everyday Murder vor dem La Mama Theater, präsentierte seine Werke weltweit bei Theaterfestivals und gab Vorträge, Seminare und Workshops. Am Theater Freiburg debütierte er 2019 mit Ophelias Schwester. Sein Hörspiel Schillers Leiche wurde im November 1991 Hörspiel des Monats.

## Hörspiele
- 1991: Klagelied Manhattan – Regie: Uwe Mengel (Hörspiel – SFB)
- 1991: Schillers Leiche. Ein Hörspiel nach Dokumenten zusammengetragen und für die Nachwelt ein für allemal aufgezeichnet – Regie: Holger Rink (Hörspiel – SFB)
  - Auszeichnung: Hörspiel des Monats November 1991
- 1993: Magnificat – Regie: Rüdiger Kremer (Original-Hörspiel, Kurzhörspiel – RB)
- 1994: Lisa Klinghoffer – Monologe einer Familie – Regie: Ursula Weck (Originalhörspiel – SFB)
- 1996: Zweieinhalb Millionen – Regie: Uwe Mengel (Hörspielbearbeitung, Collage – SFB)
  - Auszeichnung: Hörspiel des Monats September 1996
- 1998: Preußisch-Hawaii – Regie: Walter Adler (Originalhörspiel – WDR)
- 1999: Peter Weiss: Und was taten Sie dann? Hörspiel nach Texten von Peter Weiss – Bearbeitung und Regie: Uwe Mengel (Hörspielbearbeitung, Kurzhörspiel – RB/Rink)
- 2000: Dreimal Deutschland – Realisation: Uwe Mengel (Originalhörspiel – HR)
- 2000: After Rose – Regie: Jörg Jannings (Hörspielbearbeitung – NDR)

## Weblink
- Website von Uwe Mengel